# Jean-Claude Grumberg

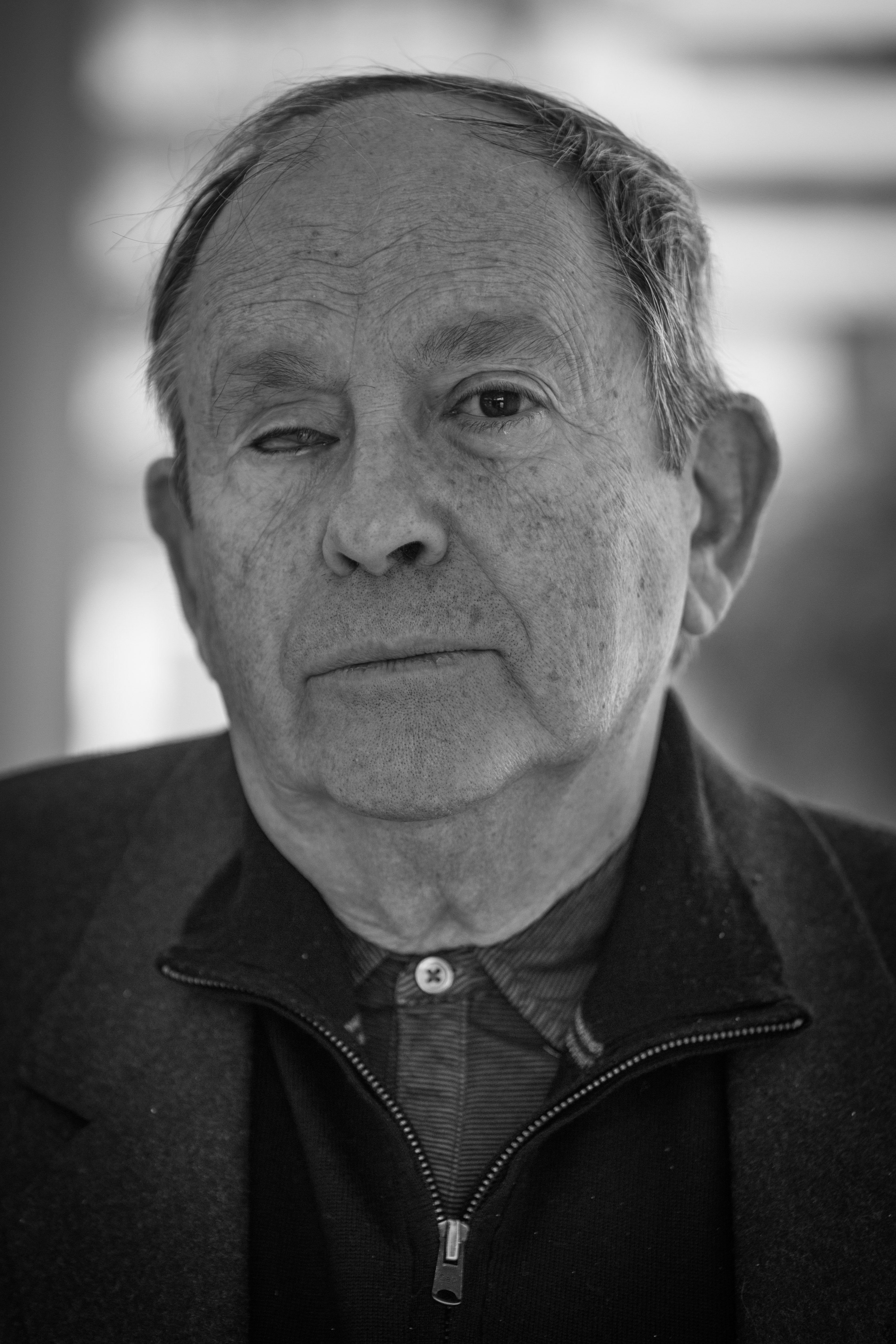
Jean-Claude Grumberg, November 2013

Jean-Claude Grumberg (* 26. Juli 1939 in Paris) ist ein französischer Schriftsteller, Drehbuchautor und Schauspieler.

## Leben und Wirken
Grumbergs Vater, ein rumänischer Jude, hatte sich vor dem Zweiten Weltkrieg in Frankreich niedergelassen. Nach dem Einmarsch der Wehrmacht in Paris wurde er deportiert. Seine Mutter flüchtete mit den Kindern in das unbesetzte Vichy-Frankreich. Nach der Schule absolvierte Grumberg von 1953 bis 1957 eine Schneiderlehre.
Nebenher nahm er Schauspielunterricht und spielte mit Amateurgruppen. Seit 1961 arbeitete Grumberg mit der Compagnie Jacques Fabri zusammen. Damals begann er sich literarisch zu betätigen. Es entstanden unter anderem eine szenische Adaption der Novelle Das Duell von Tschechow und die Farce Mathieu Legros, welche 1969 im Pariser Théâtre de la Gaîté-Montparnasse uraufgeführt wurde.
Sein erstes aufgeführtes Stück war 1967 der Einakter Michu, worin er sich mit dem Thema Antisemitismus auseinandersetzte. 1968 folgte die Uraufführung des noch in der Tradition des absurden Theaters stehenden Morgen, ein Fenster zur Straße von 1966.
1971 erschien am Théâtre National de l’Odéon sein Amorphe d’Ottenburg über den wahnsinnigen Kronprinzen Amorphe, der täglich einen Behinderten und ein Kind tötet, um sich der unnützen Esser in seinem Fürstentum zu entledigen. Sein endgültiger Durchbruch gelang Grumberg 1974 mit dem Stück Dreyfus, das in Deutschland im selben Jahr an den Münchner Kammerspielen unter der Regie von Hans Schweikart uraufgeführt wurde. Im Mittelpunkt dieses Stückes steht eine Gruppe von Amateurschauspielern in der jüdischen Gemeinde einer polnischen Kleinstadt, die als „Theater-im-Theater“ ein Stück über die Dreyfus-Affäre proben. Grumberg nannte Dreyfus „die erfundene Biographie meiner Eltern.“
1979 wurde am Théâtre National de l'Odéon Das Atelier uraufgeführt, worin das Schicksal eines kleinen jüdischen Schneiders im Pariser Quartier des Halles nach dem Ende des Zweiten Weltkrieges dargestellt wird. Ausgehend von Antisemitismus sind Rassendiskriminierung und Chauvinismus wiederkehrende Elemente in Grumbergs Werk, das zudem von ausgeprägtem Humor und theatralischer Wirkung geprägt ist.
Gemeinsam mit Constantin Costa-Gavras schrieb er das Drehbuch für dessen Film Der Stellvertreter. Seitdem wirkte er an allen weiteren Filmen Costa-Gavras’ mit und schrieb mit ihm zusammen die Drehbücher für Die Axt, Der Oberst und ich und Eden is West.

## Auszeichnungen
1991 wurde Grumberg für sein Werk Freie Zone mit dem Prix Molière in der Sparte „Neue Stücke“ ausgezeichnet. Im selben Jahr erhielt er für sein dramatisches Gesamtwerk den Grand Prix de l’Académie française.
Gemeinsam mit Costa-Gavras erhielt Grumberg 2003 einen César in der Sparte Bestes adaptiertes Drehbuch für Amen nach dem Theaterstück Der Stellvertreter.
2012 wurde er für das Drehbuch des Spielfilms Le Capital mit dem Prix Max Cukierman ausgezeichnet. Le Capital wurde auf dem „Festival International du Film Indépendant de Bordeaux“ als Abschlussfilm gezeigt. Der Film war außerdem für den Jurypreis des Internationalen Filmfestivals von San Sebastián und den FIPRESCI-Preis des Internationalen Filmfestivals von Toronto nominiert.
2021 war sein in Deutschland als Jugendbuch deklariertes Werk Das kostbarste aller Güter von der Jugendjury des Deutschen Jugendliteraturpreises nominiert.

## Theaterstücke (Auswahl)
- Le Duel
- Michu
- Rixe
- Dreyfus
- Les Vacances
- Amorphe d’Ottenburg
- Chez Pierrot
- En r’venant de l’Expo
- Maman revient, pauvre orphelin

## Filmografie (Auswahl)
- 1966: Morgen, ein Fenster zur Straße (Demain une fenêtre sur rue)
- 1970: Ticky – Eine Nummer zu klein (Trop petit mon ami)
- 1974: Mathieu Legros, de held van Austerlitz
- 1979: Das Atelier (L’Atelier)
- 1980: Die letzte Metro (Le Dernier Métro)
- 1985: Ein Lied von kommenden Tagen (Les lendemains qui chantent)
- 1988: Schwellenjahre (Les années sandwiches)
- 1992: Die kleine Apokalypse (La petite apocalypse)
- 1994: Schmutzige Wäsche (Linge sale)
- 1995: Les milles – Gefangen im Lager (Les milles)
- 1998: Le plus beau pays du monde
- 1999: Fait d'hiver
- 2000: Lehrjahre in Paris (Julien l'apprenti)
- 2002: Der Stellvertreter (Amen)
- 2002: Ein Kind unserer Zeit (Unfils dans notre temps)
- 2005: Die Axt (Le couperet)
- 2005: Der Oberst und ich (Mon Colonel)
- 2007: Freie Zone (Zone libre)
- 2009: Eden is West (Eden à l’Ouest)
- 2010: Nylons und Zigaretten (Cigarettes et bas Nylon)
- 2012: Le Capital
- 2024: Das kostbarste aller Güter (La plus précieuse des marchandises)

## Jugendbücher
- 2019: La Plus Précieuse des marchandises; dt. 2020: Das kostbarste aller Güter